# Caroline Elizabeth Merrick
Caroline Elizabeth Merrick (Parrocchia di East Feliciana, 24 novembre 1825 – New Orleans, 29 marzo 1908) è stata una scrittrice e attivista per la temperanza statunitense. È autrice di Old Times in Dixie Land: a Southern Matron's Memories (1901). Prendendo parte attiva ai movimenti caritativi e filantropici di New Orleans, è stata presidente della Ladies' Sanitary and Benevolent Association, della Woman's Foreign Missionary Society della Chiesa metodista episcopale e della Lega Femminile della Louisiana.

## Biografia

### Primi anni ed educazione
Caroline Elizabeth Thomas nacque a Cottage Hall Plantation, Parrocchia di East Feliciana, Louisiana, il 24 novembre 1825. Suo padre era il Cap. David Thomas (1777-1849), che apparteneva ad una importante famiglia della Carolina del Sud. Un veterano della Battaglia di New Orleans, David Thomas era un fiduciario del collegio che in seguito divenne il Centenary College of Louisiana. Sua madre era Elizabeth Patillo, che morì nel 1833.
Fu educata a casa dalle governanti.

## Carriera

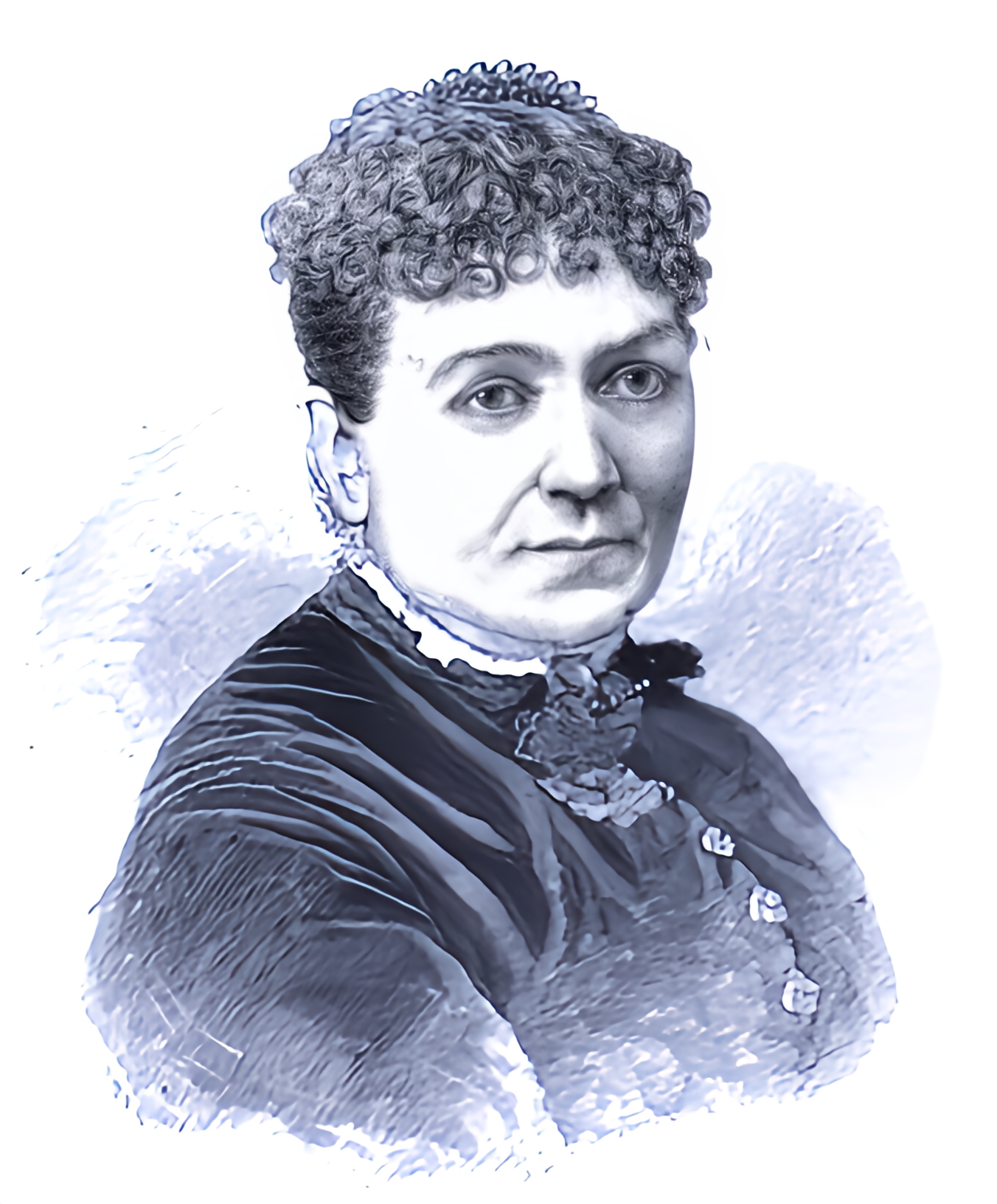
Caroline Elizabeth Merrick (c. 1888)

### Famiglia e primi impegni
Dedicò i primi 20 anni della sua vita coniugale alla crescita della famiglia. A quel tempo, la causa della temperanza era ampiamente agitata nel Sud, e alcune donne favorivano il movimento. Divenne subito presidente di un sindacato locale e ricoprì la carica di presidente dello stato per la Louisiana. Scrisse molto sull'argomento, ma il suo talento principale era nel parlare improvvisando. Era un'oratrice di grande successo, capace di catturare il pubblico con la forza del suo spirito e del suo acuto sarcasmo. È stata descritta da Frances Willard, presidente della WCTU dal 1879-1898, come un "Questa è la donna che può rendere la W.C.T.U.' un successo, anche nella volubile città del Mardi Gras".

### Il suffragio femminile
Favorì il suffragio femminile e per anni rimase relativamente sola nella sua ardente difesa della causa. Fu la prima donna della Louisiana a parlare pubblicamente a nome delle donne. Si rivolse alla Convenzione di Stato nel 1879 e contribuì a garantire un articolo nella Costituzione che rendesse tutte le donne di età superiore ai 21 anni idonee a ricoprire incarichi in relazione alle scuole pubbliche. Ci voleva un notevole coraggio morale per schierarsi con un movimento così crudelmente deriso nel Sud, ma, sostenuta dal marito, ha sempre lavorato per l'emancipazione delle donne attraverso i suoi scritti, definendo lo status giuridico della donna in Louisiana. Era una stimata corrispondente di diversi giornali femminili. Nel 1888 rappresentò la Louisiana nel Woman’s International Council a Washington, e anche nella National American Woman Suffrage Association, che immediatamente dopo tenne un congresso nella stessa città.
Partecipò attivamente ai movimenti di beneficenza e filantropici di New Orleans. Per 12 anni è stata segretaria del Asilo Sant'Anna per Donne e Bambini anziani e indigenti. È stata presidente della Ladies' Sanitary and Benevolent Association, presidente della Woman’s Foreign Missionary Society della Chiesa episcopale metodista ed è stata eletta all'unanimità presidente della Woman’s League della Louisiana.
Pubblicò una serie di storie e schizzi di afroamericani del sud, che furono ampiamente copiati. Scrisse alcune poesie che mostravano un buon grado di sentimento poetico e talento. Fu autrice di Old Times in Dixie Land: a Southern Matron’s Memories, New York, Grafton Press, 1901.

### Vita privata
All'età di 15 anni sposò Edwin Thomas Merrick (1808-1897), un giurista di 37 anni, che prestò servizio come giudice capo della Corte Suprema della Louisiana per dieci anni prima della guerra civile americana e fu rieletto sotto la Confederazione. La loro famiglia era composta da due figli e due figlie.
Caroline Elizabeth Merrick morì nella sua casa di New Orleans il 29 marzo 1908.